# Sanys leucocraspis
Sanys leucocraspis är en fjärilsart som beskrevs av George Francis Hampson 1926. Sanys leucocraspis ingår i släktet Sanys och familjen nattflyn. Inga underarter finns listade.